# 南木站
南木站是位于中华人民共和国内蒙古自治区呼伦贝尔市扎兰屯市南木鄂伦春民族乡的一个铁路车站，建于1901年，有滨洲铁路经过该站，现办理客运货运业务，车站及其上下行区间均已电气化。车站距离哈尔滨站456公里，隶属中国铁路哈尔滨局集团，是四等站。

## 旅客列车目的地
目前本站仅停靠一趟旅客列车，为北京开往海拉尔的K1301次列车。